# 安娜·马尔蒂尼奥
安娜·马尔蒂尼奥（葡萄牙語：Ana Martinho，1948年—），葡萄牙外交官。

## 经历
安娜·马尔蒂尼奥生于1948年。
毕业于里斯本大学法律专业，马尔蒂尼奥于1975年进入外交部工作。
2013年，马尔蒂尼奥返回葡萄牙，出任外交部秘書長和葡萄牙聯合國教科文組織全國委員會主席。 2017年至2021年，擔任葡萄牙共和國總統國際關係顧問。